# Willi Prion
Willi Prion (* 30. November 1879 in Haspe; † 28. Januar 1939 in Berlin) war ein deutscher Wirtschaftswissenschaftler.

## Leben und Wirken
Prion absolvierte zunächst eine kaufmännische Lehre und ging kurze Zeit einer kaufmännischen Tätigkeit als Angestellter nach. Anschließend studierte er an der Handelshochschule Berlin und Handelshochschule Leipzig, wo er 1902 sein Examen ablegte. Danach trat er in den archivarischen Dienst der Reichsbank ein. Parallel promovierte er an der Albert-Ludwigs-Universität Freiburg mit einer Arbeit zur Preisbildung an der Wertpapierbörse zum Doktor der Staatswissenschaften.
1910 wechselte er dann auf eine Dozentur für kaufmännische Privatwirtschaftslehre und Handelswissenschaft an der Handelshochschule München, an der er im gleichen Jahr habilitiert wurde. 1913 wechselte er als Dozent an die Handelshochschule Berlin. Am Ersten Weltkrieg nahm er von 1914 bis 1916 als Reserveoffizier teil. Ab 1916 wurde er wissenschaftlicher Gutachter und Leiter der Presseabteilung im Reichsministerium der Finanzen, eine Tätigkeit, die er nach Kriegsende nebenberuflich zu seiner Dozentur an der Handelshochschule Berlin weiterführte. Seine Zeit beim Ministerium ließ ihm genügend Zeit eine Reihe von Schriften zum Bank- und Börsenwesen zu veröffentlichen.
1920 folgte er einem Ruf als ordentlicher Professor für Betriebswirtschaftslehre, insbesondere Banken an die Universität zu Köln, um die Nachfolge von Ernst Walb anzutreten. Im Berufungsvorschlag der Fakultät war er wegen seiner vorwiegend volkswirtschaftlichen Sichtweise zunächst nur an zweiter Stelle gelistet, wobei jedoch seine profunden Kenntnisse der Bankbetriebslehre positiv gewürdigt wurden. Nachdem der Erstplatzierte Fritz Schmidt den Ruf abgelehnt hatte, nahm Prion den Ruf an (und der Drittplatzierte Walter Mahlberg ging leer aus). Obwohl Prion die Allgemeine Betriebswirtschaftslehre vertrat, war er einer der ersten spezialisierten Fachvertreter für die Bankbetriebslehre. 1925 erhielt er einen Ruf an die Technische Hochschule Berlin, den er annahm. Sein Nachfolger wurde interessanterweise sein Vorgänger auf diesem Lehrstuhl Ernst Walb.
In Berlin entwickelte Prion den völlig neuen Studiengang und das Berufsbild des Wirtschaftsingenieurs, mit dem der Mangel an geeigneten Führungskräften im Spannungsfeld zwischen Wirtschaft und Technik behoben werden sollte. Am 1. April 1927 begann bei Prion der Studienbetrieb mit den ersten 51 Studenten. Das von Prion maßgeblich geprägte Profil des Studiengangs führte zu einer Aufwertung der Betriebswirtschaftslehre insgesamt und ist in seiner Weiterentwicklung bis heute stark nachgefragt.
In seinen Veröffentlichungen behandelte Prion grundsätzliche Themen, etwa in der dreibändigen Lehre vom Wirtschaftsbetrieb, publizierte aber auch zu aktuellen Themen wie der Kreditpolitik in der Inflation und schrieb populärwissenschaftliche Abhandlungen über das Kredit- und Börsenwesen.
Willi Prion verstarb 1939 relativ früh mit 59 Jahren in Berlin. Sein Grab befindet sich auf dem Südwestkirchhof Stahnsdorf im Block Nathanael, Gartenblock II.